# Cieszyn (Biesiekierz)
Cieszyn (deutsch Tessin) ist ein Dorf in der Woiwodschaft Westpommern in Polen. Es gehört zur Gmina Biesiekierz (Landgemeinde Biziker) im Powiat Koszaliński (Kösliner Kreis).

## Geographische Lage

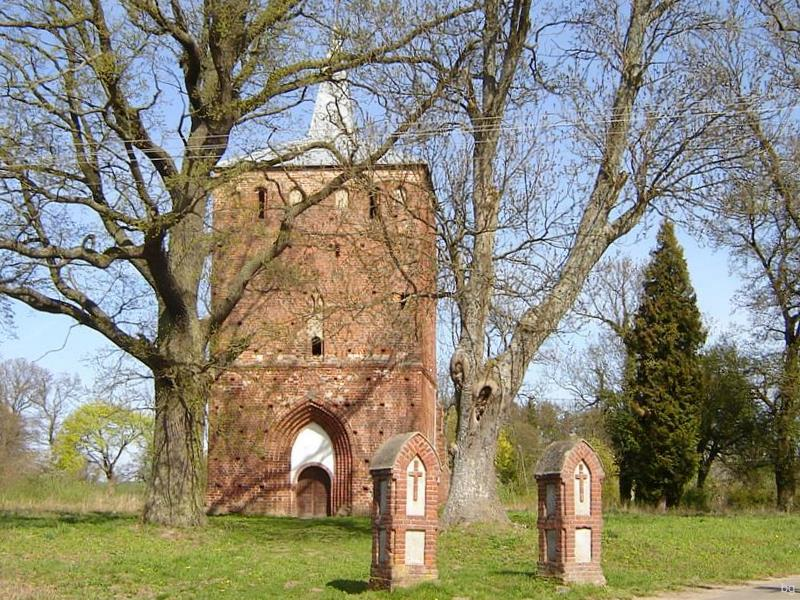
Dorfkirche (2010)

Das Dorf liegt in Hinterpommern, etwa 8 Kilometer westlich der Kreisstadt Koszalin (Köslin). Südlich und westlich des Dorfes erstreckt sich der Jezioro Parnowskie (Parnower See), an dessen gegenüberliegendem Ufer das Dorf Parnowo (Parnow) liegt. Weitere Nachbarorte sind im Osten Tatów (Datjow) und im Nordosten Gniazdowo (Plümenhagen).

## Geschichte
Das Dorf wurde erstmals in einer Urkunde aus dem Jahre 1227 erwähnt, mit der Herzog Barnim I. von Pommern und seine Mutter dieses Dorf, zusammen mit zwölf anderen Dörfern, dem neugegründeten Kloster Marienbusch schenkten. In dieser Urkunde wurde das Dorf mit dem Ortsnamen „Tessic“ bezeichnet.
In Ludwig Wilhelm Brüggemanns Ausführlicher Beschreibung des gegenwärtigen Zustandes des Königlich-Preußischen Herzogtums Vor- und Hinterpommern (1784) wird das Dorf Tessin mit insgesamt 17 Haushalten genannt. Es hatte zwei Vorwerke, einen Prediger, einen Küster, einen Bauern, drei Halbbauern, vier Kossäthen, einen Krug und den in der Feldmark liegenden Knisterkathen.
In Tessin bestanden zwei Gutshöfe. Tessin A war ein altes Lehen der Familie Münchow, Tessin B ein altes Lehen der Familie Heydebreck. Ab dem 19. Jahrhundert bildeten beide je einen politischen Gutsbezirk. Im Jahre 1910 zählte der Gutsbezirk Tessin A 79 Einwohner, der Gutsbezirk Tessin B 158 Einwohner.
Später wurde anstelle der beiden Gutsbezirke eine Landgemeinde gebildet. Im Jahre 1939 zählte Tessin 199 Einwohner. 
Die Gemeinde Tessin gehörte vor 1945 zum Landkreis Köslin in der preußischen Provinz Pommern. In der Gemeinde bestanden neben Tessin keine benannten Wohnplätze. Tessin war Sitz des Amtsbezirks Tessin.
1945 kam das Dorf, wie ganz Hinterpommern, an Polen. Es erhielt den polnischen Ortsnamen „Cieszyn“.

## Sehenswürdigkeiten
- Kirche, ein Backsteinbau mit mächtigem Westturm

## Söhne und Töchter des Ortes
- Richard von Heydebreck (1836–1910), preußischer Generalmajor und Kommandeur einer Infanterie-Brigade
- Louis von Heydebreck (1840–1923), preußischer Generalleutnant und Kommandant von Danzig